# Berard Toshio Oshikawa
Berard Toshio Oshikawa OFM Conv (jap. ベラルド 押川 壽夫 Berarudo Oshikawa Toshio; ur. 25 marca 1941 w Daikumie) – japoński duchowny rzymskokatolicki, franciszkanin konwentualny, biskup diecezjalny Naha w latach 1997-2017. 

## Życiorys
Święcenia kapłańskie przyjął 21 grudnia 1967 jako członek zakonu franciszkanów konwentualnych. 24 stycznia 1997 papież Jan Paweł II mianował go ordynariuszem diecezji Naha. Sakry udzielił mu 25 maja 1997 jego poprzednik Peter Baptist Tadamarō Ishigami OFMCap.
9 grudnia 2017 przeszedł na emeryturę.